# Vereinigte Ville
Die Grube Vereinigte Ville ist ein ehemaliger Braunkohle-Tagebau in der Ville zwischen Liblar und Knapsack im Rheinischen Revier. Die Grube diente der Versorgung der gleichnamigen Brikettfabriken und des Kraftwerk Goldenberg.
Seit 1988 ist die Förderung eingestellt. Bereits seit 1970 wird ein Großteil des ausgekohlten Tagebaurestloches als Mülldeponie genutzt. Das Ville-Restfeld wurde rekultiviert; das zuletzt abgebaute Ville-Nordfeld wurde sich selbst überlassen und soll sich zu einem Naturschutzgebiet entwickeln.

## Geschichte

### Braunkohleabbau

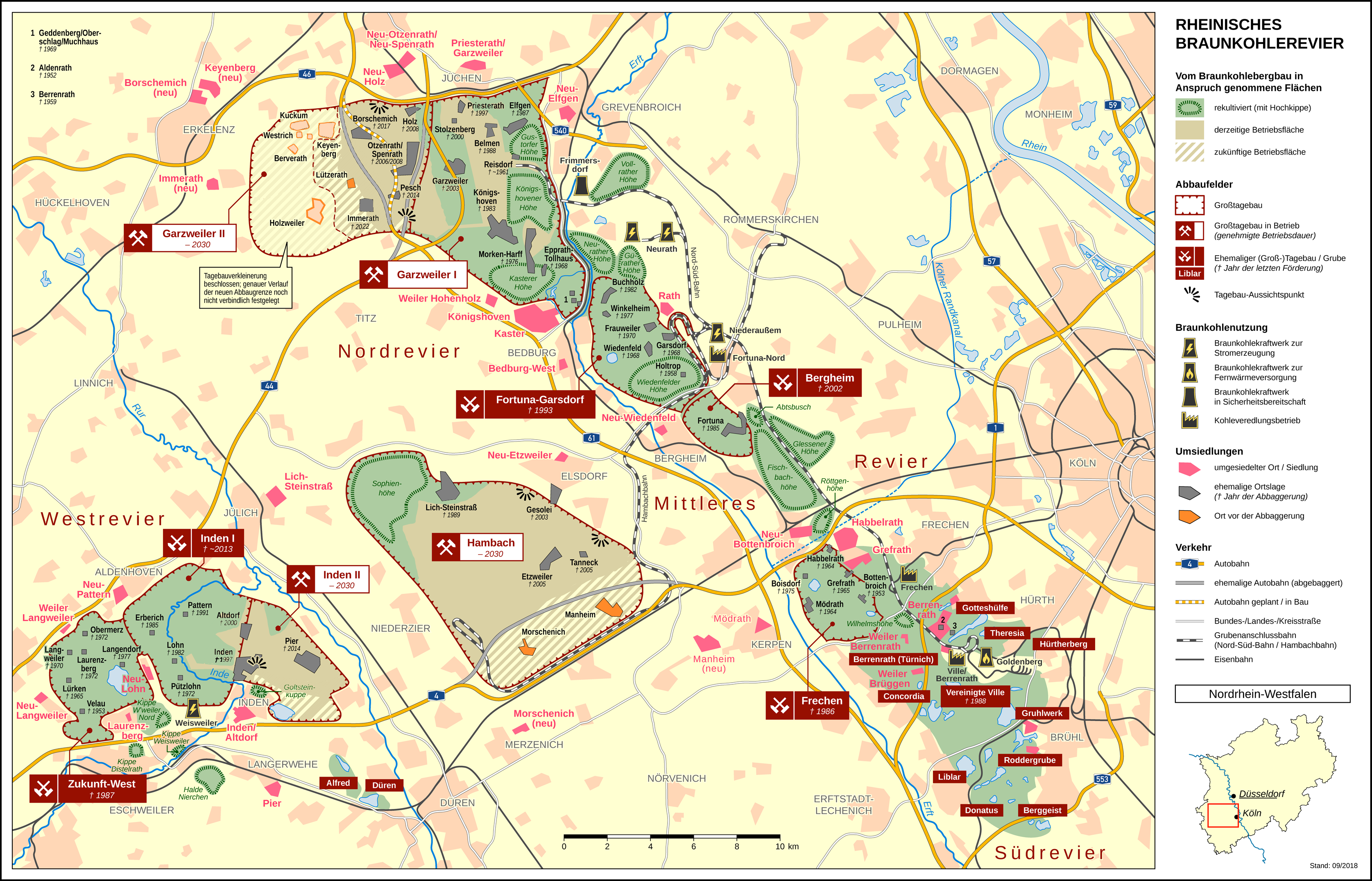
Tagebau Vereinigte Ville im Rheinischen Braunkohlerevier

Die Gewerkschaft Vereinigte Ville entstand um 1900 als Zusammenschluss von sieben kleineren, bisher ungenutzten Abbaukonzessionen im Königlichen Staatsforst Ville unter Führung von Friedrich Eduard Behrens, dem Vorstandsvorsitzenden und Hauptgewerken der Brühler Roddergrube. Die Gewerkschaft schloss unter technischer Leitung des Bergwerksdirektors Albrecht Konrad Piatscheck die neue Grube Vereinigte Ville auf und erbaute 1901 eine erste Brikettfabrik, die 1902 in Betrieb genommen und von der Grube mit Kohle versorgt wurde.
Der Tagebau war zu dieser Zeit die zweitgrößte Grube des Reviers. Das Flöz hatte eine Mächtigkeit von bis zu 75 Metern unter einer Deckschicht von nur 12 Metern – im Vergleich zu heutigen Werten ein extrem günstiges Verhältnis von Abraum zu Kohle.
Aufgrund von Absatzschwierigkeiten und entsprechend finanzieller Probleme des Hauptgewerken Behrens wurden 1906 alle Kuxe der Gewerkschaft Vereinigte Ville von der Brühler Roddergrube übernommen. Die Grube wurde als Abteilung Vereinigte Ville weitergeführt. Die Roddergrube schloss 1912 einen langfristigen Kohleliefervertrag mit dem Rheinisch-Westfälischen Elektrizitätswerk (RWE) ab, die damit die Brennstofflieferung für ihr Kraftwerk Berggeist und das neu projektierte Kraftwerk Vorgebirgszentrale (später umbenannt in Kraftwerk Goldenberg) absicherte.

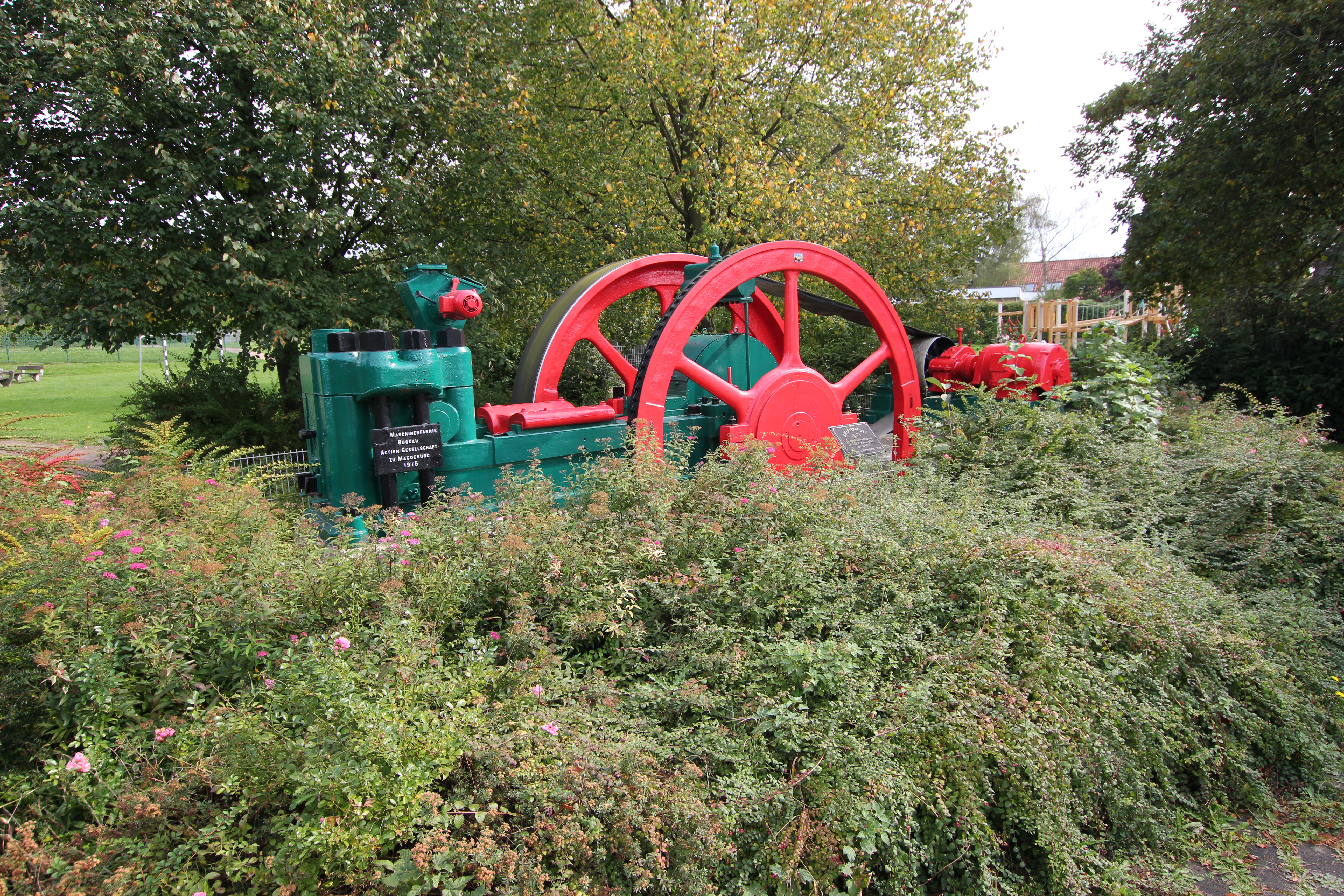
Brikettpresse Ville I der Brikettfabrik Ville I in Knapsack Baujahr 1915

Bis 1914 wurden direkt bei der Grube neben der 1901 gebauten Brikettfabrik vier weitere Fabriken (Vereinigte Ville II bis V) errichtet. Die Brikettfabriken der Vereinigten Ville hatten  am 1. Oktober 1936 eine Belegschaft von 1231 Personen. Daran anschließend entstand ab 1906 ein komplexes Industriegebiet, in dem sich neben dem Kraftwerk Vorgebirgszentrale. von 1914 als wichtiger Kohleabnehmer als erstes Chemieunternehmen eine Kalkstickstoff-Fabrik der Deutschen Carbid-Aktiengesellschaft. Vorläuferin der Aktiengesellschaft für Stickstoffdünger. (später Hoechst AG, heute mit anderen Firmen der Chemiepark Knapsack) ansiedelte.
Im Norden, vor Berrenrath, entstand kurz vor dem Ersten Weltkrieg eine sechste Brikettfabrik, die Brikettfabrik Berrenrath. Das nördliche an die Vereinigte Ville anschließende Grubenfeld, der Tagebau Berrenrath, war schon frühzeitig von der Roddergrube erworben worden.
Über viele Jahre lieferte der Tagebau Ville seine Kohle über zwei Schrägaufzüge, bis 1924 noch mit Kettenbahnen, deren Loren vom Bagger aus beladen wurden, direkt an die genannten Kraftwerke und Fabriken. Seitdem wurden über die Schrägaufzüge A und B Großraumwagen hochgezogen. Der Absatz der Briketts und die Belieferung in die weitere Region, beispielsweise auch aufbereitete Kohle für das Hydrierwerk Wesseling, erfolgte über den Eisenbahnanschluss zur Villebahn.
Ab 1970 wurde ein ausgekohlter Teil des Tagebaus als Mülldeponie genutzt (siehe unten).
1975 wurde der Abbau im Hauptfeld gestundet und vier der fünf Brikettfabriken, die nach der Stilllegung der Grube Vereinigte Ville ihre Kohle aus anderen Tagebauen des Reviers erhalten hatten, wurden zeitweise gestundet und stellten die Produktion schließlich ein. Die Gebäude wurden ab Herbst 1991 abgerissen. Aus der letzten verbleibenden wurde der Kohleveredlungsbetrieb Ville/Berrenrath, in dem heute Braunkohle für die großindustriellen Staubfeuerungen gemahlen wird.
1983 wurde die Kohleförderung im Ville-Restfeld kurzzeitig wieder aufgenommen. 1988 erfolgte dann die abschließende Stilllegung.

### Nachfolgenutzung als Mülldeponie

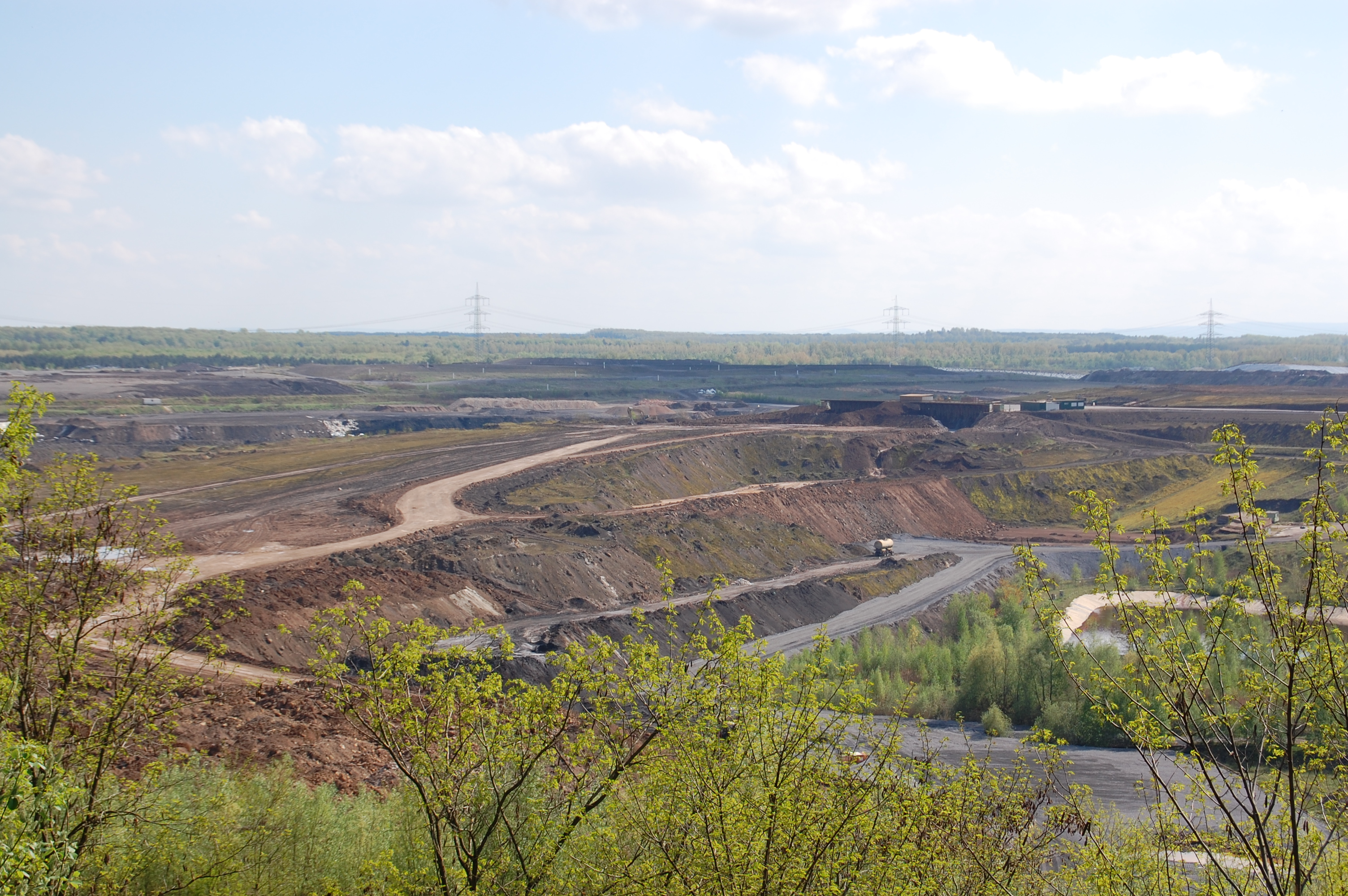
Sonderabfalldeponie Knapsack, im Hintergrund ehemalige Hausmülldeponie

Ab 1970 übernahm die Stadt Köln einen Teil des ausgekohlten Hauptfelds, um dort eine Deponie für Haus- und Sperrmüll anzulegen. Über 30 Jahre war dies die primäre Deponie für den Kölner Siedlungsabfall, bis 1998 in Köln aufgrund gesetzlicher Bestimmungen eine Müllverbrennungsanlage gebaut wurde.
Die Deponie wurde danach von der Abfallentsorgungs- und Verwertungsgesellschaft Köln (AVG), einer Tochter der Stadtwerke Köln, übernommen, die hier nun vor allem Gewerbe- und Industrieabfälle einlagerte.
Diese Nutzung endete 2005 aufgrund einer Novelle der TA Siedlungsabfall. Seitdem wird auf der Deponie nur noch geringfügig organisch belasteter mineralischer Abfall wie Erde, Bauschutt, Asche etc. (Deponieklasse II) eingelagert.
Das in der ehemaligen Deponie entstehende Deponiegas wird über 220 „Gasbrunnen“ gesammelt und dem benachbarten Kraftwerk Goldenberg zugeführt, wo es in Gasmotoren zur Stromerzeugung genutzt wird.